# Consommation spécifique de carburant
La consommation spécifique est un terme technique utilisé pour quantifier le rendement énergétique d'un moteur.
Un moteur est d'autant plus efficace que sa consommation spécifique est basse.
Le terme désigne indifféremment la poussée (caractéristique d'un moteur à réaction) ou la puissance (caractéristique d'un moteur à explosion) qu'un moteur est capable de produire en échange d'une certaine consommation de carburant.
La consommation spécifique permet de comparer l'efficacité de différents moteurs (ou des véhicules qui utilisent ces moteurs), mais elle dépend de nombreux paramètres (par exemple, vitesse et altitude pour des moteurs d'avion). Ces comparaisons n'ont de sens que si on se place dans des conditions similaires (et qu'on ne mélange pas des poussées et des puissances !).

## Définition
La consommation spécifique est un terme ambigu qui désigne une consommation de carburant rapportée soit à la puissance, soit à la poussée produite par un moteur dans des conditions données.
Dans le cas de la puissance, il désigne la masse de carburant nécessaire à un moteur pour fournir une certaine puissance dans un temps donné. On peut aussi le comprendre comme la consommation de carburant permettant de produire une certaine puissance en continu, ou encore la masse de carburant qu'un moteur doit consommer pour fournir une certaine quantité d'énergie (motrice).
Dans le cas de la poussée, il indique la consommation de carburant permettant à un moteur de fournir une certaine force de poussée en continu. Cette variante est couramment employée pour évaluer les performances d'un réacteur d'avion (dont la poussée est une caractéristique essentielle), ou plus rarement d'un moteur de fusée (pour lesquels on utilise plutôt la notion d'impulsion spécifique).
Il correspond au terme anglais Specific Fuel Consumption (SFC), lui aussi employé indifféremment pour parler de puissance ou de poussée, bien que le terme Thrust-Specific Fuel Consumption (TSFC) soit aussi employé pour faire référence à la poussée.
Il n'existe aucune expression courante en français qui permette de lever cette ambiguïté.. On pourrait être tenté d'employer le terme poussée spécifique, mais celui-ci désigne une autre quantité (poussée d'un réacteur rapportée au débit d'air aspiré)

## Unités
Quand elle fait référence à une puissance, la consommation spécifique s'exprime généralement en g/kWh ou kg/kWh.
Quand elle fait référence à une poussée, elle s'exprime principalement dans deux unités :
- g s−1 kN−1 - grammes de carburant par seconde par kilonewtons (système international).
- lb h−1 lbf−1 - livres de carburant par heure par livres de poussée (unités impériales).

|                   | Impulsion spécifique (/poids) | Impulsion spécifique massique | Vitesse d'éjection | Consommation spécifique de carburant |
| ----------------- | ----------------------------- | ----------------------------- | ------------------ | ------------------------------------ |
| SI                | = X secondes                  | = 9,8066 X N s/kg             | = 9,8066 X m/s     | = (101972/X) g kN−1 s−1              |
| Unités impériales | = X secondes                  | = X lbf s/lb                  | = 32,16 X ft/s     | = (3600/X) lbf/h                     |

## Moteurs à explosion
C'est la puissance qui est considérée pour ce type de moteurs.
Une courbe de consommation spécifique (CS) peut être tracée en fonction du régime moteur (en tr/min) et du couple exprimé en N m (ou de la PME, pression moyenne effective exprimée en bar).
Les constructeurs fournissent généralement une courbe de CS à pleine charge, c'est-à-dire accélérateur à fond, qui n'est pas représentative de l'utilisation réelle d'un moteur à charge partielle. Pour calculer la consommation effective d'un moteur, il faut disposer de la valeur de la CS pour tous les points de régime et de couple. L'ensemble de ces points permet de tracer des courbes "ISO CS".
La consommation spécifique est généralement la plus basse entre 75 % et 100 % du couple maximal. La CS peut augmenter fortement à très bas régime et à faible couple, selon le type de moteur : turbines (réacteurs), 2 temps, 4 temps essence ou diesel. Elle augmente aussi généralement au-dessus du régime de couple maximal.

## Moteurs à réaction
C'est la poussée qui est considérée pour ce type de moteur, en particulier les moteurs d'avion. Cette variante de la consommation spécifique est inversement proportionnelle à l'impulsion spécifique souvent employée pour caractériser les moteurs de fusées.
La masse du combustible est utilisée plutôt que son volume pour la mesure de la quantité de carburant car elle est indépendante de la température.
La consommation spécifique des moteurs à réaction dépend fortement de la vitesse et de l'altitude. Ce paramètre est donc peu significatif quand on compare les moteurs d'appareils évoluant dans des domaines sensiblement différents (un avion de ligne et un chasseur supersonique, par exemple).
Dans ce cas, il peut être plus pertinent de considérer la consommation de carburant pour franchir une distance donnée. Par exemple, on peut utiliser la notion de « litres aux cent kilomètres » pour comparer des véhicules aussi différents qu'une voiture et un avion de ligne.

## Consommation spécifique de quelques moteurs à réaction
[réf. nécessaire]
La vitesse d’éjection donnée n'est valable que pour les moteurs de fusée qui embarquent leur comburant. Pour les moteurs utilisant l'oxygène atmosphérique, la masse d'air accélérée et la richesse du mélange carburant / oxygène doivent être prises en compte.
| Type de moteur                                   | Application                                    | CS en lb lbf−1 h−1 | CS en g kN−1 s−1 | Impulsion spécifique (s) | Vitesse d'éjection (m/s) |
| ------------------------------------------------ | ---------------------------------------------- | ------------------ | ---------------- | ------------------------ | ------------------------ |
| Moteur-fusée NK-33 (RP-1/LOX)                    | Vide                                           | 10,9               | 309              | 330                      | 3 240                    |
| Moteur-fusée SSME (LH2/LOX)                      | Navette spatiale                               | 7,95               | 225              | 453                      | 4 423                    |
| Statoréacteur                                    | Mach 1                                         | 4,5                | 127              | 800                      | 7 877                    |
| Turboréacteur Pratt & Whitney J58                | SR-71 à Mach 3,2 (avec post combustion)        | 1,9                | 53,8             | 1 900                    | 18 587                   |
| Rolls-Royce/Snecma Olympus 593                   | Concorde Mach 2 - vitesse de croisière (à sec) | 1,195              | 33,8             | 3 012                    | 29 553                   |
| Turboréacteur à double flux CF6-80C2-B1F         | Boeing 747-400 - vitesse de croisière          | 0,605              | 17,1             | 5 950                    | 58 400                   |
| Turboréacteur à double flux General Electric CF6 | Niveau de la mer                               | 0,307              | 8,696            | 11 700                   | 115 000                  |

Les turboréacteurs de dernière génération présentent pour la plupart un ratio de 0,55 en vol de croisière. Cette valeur, pour un Boeing 777 équipé de deux General Electric GE90 parcourant 10 000 km à une moyenne de 1 800 L/100 km, équivaut à environ 5 L/100 km par passager (pour 360 passagers), soit autant qu'une petite automobile.
Plusieurs facteurs influent sur l'efficacité énergétique de ces moteurs.
- L'augmentation du taux de compression diminue la consommation spécifique.
- Les moteurs à réaction (turboréacteurs et turbopropulseurs) sont généralement beaucoup plus petits et plus légers que les moteurs à pistons à puissance équivalente. Ces deux caractéristiques réduisent la traînée aérodynamique de l'avion, réduisant ainsi la puissance nécessaire pour mouvoir l'avion.

Par conséquent, les moteurs à réaction sont plus efficaces pour la propulsion des aéronefs que ce que pourrait faire croire une lecture rapide du tableau.
- La consommation spécifique de carburant varie avec le réglage des gaz, l'altitude et le climat.
- Pour les moteurs à réaction, la vitesse de vol a aussi un effet significatif sur la consommation spécifique de carburant ; elle est approximativement proportionnelle à la vitesse de l'air (en fait, la vitesse d'éjection), mais la vitesse au niveau du sol est aussi proportionnelle à la vitesse de l'air. Par conséquent, bien que la valeur nominale de la consommation spécifique de carburant soit une mesure utile du rendement du moteur, il doit être divisé par la vitesse pour obtenir un moyen de comparer les moteurs qui volent à des vitesses différentes.

Par exemple, l'avion supersonique Concorde a une vitesse de croisière de Mach 2 avec ses moteurs donnant une consommation spécifique de carburant de 1,195 lb lbf−1 h−1 (voir ci-dessous), ce qui équivaut à un consommation spécifique de carburant de 0,51 lb lbf−1 h pour un avion volant à M 0,85, ce qui serait très compétitif, même avec les moteurs modernes. En effet, son moteur à réaction est très efficace en supersonique, à haute altitude. Toutefois, le Concorde a finalement une moindre efficacité énergétique à cause de sa traînée aérodynamique (en raison sa voilure à faible allongement adaptée au vol supersonique, son ratio portance/traînée est beaucoup plus faible) et d'une structure plus lourde.